# Лучка (Роменський район)
Лу́чка — село в Україні, у Роменському районі Сумській області. Населення становить 860 осіб. Входить до складу Липоводолинської селищної громади.
Після ліквідації Липоводолинського району 19 липня 2020 року село увійшло до Роменського району.

## Географія
Село Лучка розташоване на правому березі річки Хорол, вище за течією на відстані 2 км на протилежному березі село Русанівка, нижче за течією примикає село Розбишівка Полтавської області.
Річка у цьому місці звивиста, утворює лимани, стариці та заболочені озера.

## Історія
- За даними на 1859 рік у власницькому, казеному та козацькому селі Гадяцького повіту Полтавської губернії, мешкало 957 осіб (439 чоловічої статі та 518 — жіночої), налічувалось 109 дворових господарств, існувала православна церква[2].
- Село постраждало внаслідок геноциду українського народу, проведеного урядом СРСР 1923—1933 та 1946–1947 роках, кількість встановлених жертв — 79 людей[3].
- До 2019 року Орган місцевого самоврядування — Лучанська сільська рада.

## Економіка
- «Лучка», агрофірма, ТОВ.
- ФГ "Урожай"
- ТОВ "Завод Кобзаренка"

## Соціальна сфера
- Дитячий садок.
- Будинок культури.